# 把林台吉
把林台吉（16世纪—1578年），又称野邓台吉，孛儿只斤氏。16世纪蒙古右翼土默特部領主，达延汗第三子巴尔斯博罗特之孙，俺答汗的第五子。
因野邓台吉领有土默特所属把林部，所以被称为把林台吉。把林台吉在大同阳和（今山西省阳高县）塞北五百里处的歹颜那失机驻牧。隆庆五年（1571年），明穆宗封他为指挥同知。与明朝互市于山西阳和后口守口堡，把林台吉在万历六年（1578年）去世，他有七个儿子：纳赖台吉、补儿哈兔台吉、姐姐台吉、土麦台吉、著力兔台吉、廷定台吉、埃克台吉。 